# The Battle of Los Angeles
The Battle of Los Angeles je třetí studiové album americké hudební skupiny Rage Against the Machine vydané 2. listopadu 1999 u Epic Records.
Výraznou inspirací byla novela 1984 od George Orwella, v písních „Testify“, „Sleep Now in the Fire“ a „Voice of the Voiceless“ se objevují doslovné citace z této knihy. Skladba „No Shelter“ je na soundtracku k filmu Godzilla, „Calm Like a Bomb“ na soundtracku k filmu Matrix Reloaded.
Deska bodovala prvním místem v domácí hitparádě, za první týden se prodalo 420 000 kopií. Roku 2003 jej časopis Rolling Stone vyhlásil 426. nejlepším albem všech dob. Tentýž časopis jej také vyznamenal 74. místem v seznamu nejlepších alb devadesátých let.

## Seznam skladeb
| Pořadí | Název                                             | Délka |
| ------ | ------------------------------------------------- | ----- |
| 1.     | Testify                                           | 3:30  |
| 2.     | Guerrilla Radio                                   | 3:26  |
| 3.     | Calm Like a Bomb                                  | 4:58  |
| 4.     | Mic Check                                         | 3:33  |
| 5.     | Sleep Now in the Fire                             | 3:25  |
| 6.     | Born of a Broken Man                              | 4:41  |
| 7.     | Born as Ghosts                                    | 3:21  |
| 8.     | Maria                                             | 3:48  |
| 9.     | Voice of the Voiceless                            | 2:31  |
| 10.    | New Millennium Homes                              | 3:44  |
| 11.    | Ashes in the Fall                                 | 4:36  |
| 12.    | War Within a Breath                               | 3:36  |
| 13.    | No Shelter (bonus na japonské a australské verzi) | 4:06  |

## Sestava
- Zack de la Rocha – zpěv, texty
- Tom Morello – kytara
- Tim Commerford (uveden jako "Y.tim.K" a "TIM.COM") – baskytara
- Brad Wilk – bicí

- Kevin Dean – asistent režie
- Nick DiDia – režie
- Russ Fowler – režie
- Kevin Lively – asistent režie
- Stephen Marcussen – mastering
- Brendan O'Brien – produkce, mixáž